# Avenula pubescens
Avenula pubescens é uma espécie de planta com flor pertencente à família Poaceae, única do gênero Avenula. Também conhecida como Grama de Aveia Felpuda. 
A autoridade científica da espécie é (Huds.) Dumort., tendo sido publicada em Bulletin de la Société Botanique de Belgique 7(1): 68. 1868.

## Portugal
Trata-se de uma espécie presente no território português, nomeadamente os seguintes táxones infraespecíficos:
- Avenula pubescens subsp. pubescens - presente em Portugal Continental. Em termos de naturalidade é nativa da região atrás referida. Não se encontra protegida por legislação portuguesa ou da Comunidade Europeia.